# Raphanaea
Raphanaea sau Rafanea (în greacă veche Ῥαφάνεια; în arabă الرفنية, transliterat: Rafniye) a fost un oraș antic din provincia romană târzie, Siria Secunda. Scaunul său episcopal a fost sufragan al Mitropoliei de Apamea.
Situl arheologic a făcut obiectul mai multor campanii de cercetări efectuate de echipe siro-germane. Potrivit arheologilor, acest oraș era situat la câțiva kilometri sud de fortăreața cruciată Montferrand-Ba`rîn, aflată între actualele sate Ba`rîn (în arabă بعرين) și Nîsâf (în arabă نيصاف).

## Istoric
Istoricul evreu Iosephus Flavius menționează Raphanea în Istoria războiului iudeilor impotriva romanilor în legătură cu un pârâu care curgea doar odată la șapte zile (probabil un izvor intermitent numit acum Fuwar ed-Deir) și care a fost privit de Titus în drumul său spre nord de Berytus după distrugerea Ierusalimului în anul 70 d.Hr. Acest curs de apă este numit „râul sabatic” deoarece curgea o zi, apoi seca în următoarele șase zile și apoi curgea din nou. Pliniu cel Bătrân îl menționează în Naturalis Historia unde scrie, din contra, că râul curgea șase zile și seca în a șaptea.
Legiunea romană a VI-a Ferrata a fost cantonată în regiunea Raphanea, înlocuind Legiunea a XII-a Fulminata în secolul I. Legiunea XII Fulminata a rămas la Raphanea până în anul 70. După distrugerea Ierusalimului în 70, Titus a retras Legiunea a XII-a Fulminata „din întreaga Siria, unde se afla încartiruită anterior în Raphanea, pentru a o trimite într-un loc numit Melitene, în apropierea Eufratului, la hotarele Armeniei și Capadociei. În anul 106 Legiunea a VI-a Ferrata a fost mutată în orașul Bosra din sudul Siriei și a fost înlocuită cu Legiunea a III-a Gallica. Această legiune a rămas acolo până în secolul al III-lea. Această garnizoană l-a ajutat pe tânărul Eliogabal (Varius Avitus Bassianus), atunci în vârstă de 14 ani, să-l răstoarne de la putere pe împăratul Macrinus și să devină împărat roman în 218.
Raphanea a emis monede în timpul domniei împăratului roman Eliogabal și multe dintre monedele sale s-au mai păstrat.
În anul 253 orașul a fost cucerit de perșii sasanizi și distrus, în timpul domniei împăratului Șapur I. În ciuda poziției sale frontaliere, Raphanea a rămas un centru urban și unul dintre scaunele episcopale din centrul Siriei.
Geografii bizantini Hierocles (sec. al VI-lea) și Georgius Cyprius (sec. al VII-lea) au menționat Raphanea printre orașele provinciei Siria Secunda.
Cruciații au trecut pe acolo la sfârșitul anului 1099; orașul a fost capturat de cavalerul cruciat Balduin I și dat în stăpânire contelui de Tripoli. El a fost cunoscut atunci sub numele de Rafania. În timpul Primei cruciade, la 5 ianuarie 1099, armata francilor condusă de Raymond de Saint-Gilles a plecat de la Ma'arrat al-Numan. Această armată s-a îndreptat spre sud și a ajuns la Raphanaea. Orașul fusese părăsit de locuitori, iar cruciații au profitat de proviziile găsite în oraș pentru a-și reface forțele.
După întoarcerea sa în Siria în 1102, Raymond de Saint-Gilles a început construcția fortăreței Montferrand. Acest nume amintea de legiunea romană a VI-a Ferrata care își avusese tabăra în regiunea Raphanaea. Orașul a devenit granița între comitatul Tripoli și emiratele Alep și Emesa și și-a schimbat stăpânirea de mai multe ori. În 1238-1239 emirul Muzaffar (în arabă تقي الدين الملك المظفر محمود بن ناصر الدين محمد) de la Hama (1229/1230-1244/1245) a decis să distrugă complet cetatea.

## Scaun episcopal
Singurii episcopi de Raphanea cunoscuți astăzi sunt:
- Bassianus, participant la Sinodul Ecumenic de la Niceea, 325;
- Gerontius, participant la Sinodul de la Philippopolis (azi Plovdiv), 344;
- Vasile, participant la Sinodul Ecumenic de la Constantinopol, 381;
- Lampadius, participant la Sinodul Ecumenic de la Calcedon, 451;
- Zoilus, aproximativ 518;
- Nonnus, 536.

Scaunul episcopal de Raphanea este menționat încă în secolul al X-lea în Notitia episcopatuum pentru Biserica din Antiohia.
Raphanea este sediul unei dieceze in partibus infidelium al cărei cel mai recent episcop titular a fost Armando Bortolaso (2002-2019), fost vicar apostolic al Alepului.

## Legături externe
- Brown, J., P. Gatier, R. Warner, R. Talbert, T. Elliott, S. Gillies. „Places: 668350 (Raphaneai)”. Pleiades. Accesat în 8 martie 2012.
- Raphanea(e) în Arhivat în 5 iunie 2016, la Wayback Machine. Tabula Peutingeriana
- de  „Urbanistik der römischen und islamischen Zeit a. Raphaneae”. Deutsches Archäologisches Institut.[nefuncțională]
- ar  „البعثة الآثارية السورية الألمانية تنهي أعمالها المسحية في مدينة الرفنية”. اكتشف سورية (Découvrez la Syrie). (concluzia misiunii siro-germane de cercetări arheologice în orașul antic Raphanea)